# Mary Berg
Miriam Wattenberg, conocida en español como Mary Berg (Łódź, Polonia, 10 de octubre de 1924-York, Pensilvania, Estados Unidos, 2013) fue una sobreviviente del Ghetto judío de Varsovia y autora del libro El ghetto de Varsovia (publicado antes de la finalización de la contienda bélica), el cual contiene los escritos del diario personal que escribió entre el 10 de octubre de 1939 y el 5 de marzo de 1944, durante la ocupación alemana de Polonia en el marco de la Segunda Guerra Mundial. Luego de lograr escapar de la sangrienta persecución nazi se refugió en Estados Unidos de América, país en cual vivió casi en completo anonimato hasta el día de su muerte.

## Biografía
Miriam Wattenberg era la hija de Shya Watttenberg, un prestigioso mercader de arte polaco casado con Lena, ciudadana estadounidense. Tenía una hermana menor, Anna. Toda su familia permaneció cautiva junto a ella en diferentes dependencias del control nazi en Polonia, Alemania y Francia antes de alcanzar la libertad definitiva.
El día de su cumpleaños número 15 comienza la redacción de su diario personal, el cual continuará escribiendo periódicamente durante el transcurso de su cautiverio en manos del ejército nazi alemán. Su relato es una crónica impactante y veraz acerca del sufrimiento y el horror cotidiano al cual se veían expuestos los habitantes del ghetto judío que los nazis diagramaron en Varsovia, además de un impactante testimonio de supervivencia que revela detalles de profunda importancia histórica acerca de la vida del ghetto y de la inconmovible tenacidad del pueblo judío para intentar continuar promoviendo su modo de vida a pesar de la represión y las adversidades que los nazis les impusieron desde un principio.

### Artículos (en inglés)
- Schuessler, Jennifer (10 de noviembre de 2014). «Survivor Who Hated the Spotlight». The New York Times. Consultado el 7 de marzo de 2015.
- Argento, Mike (23 de diciembre de 2014). «Holocaust diary author Mary Berg lived in York County for years». Archivado desde el original el 30 de marzo de 2015. Consultado el 7 de marzo de 2015.

- Datos: Q2911996